# Діло

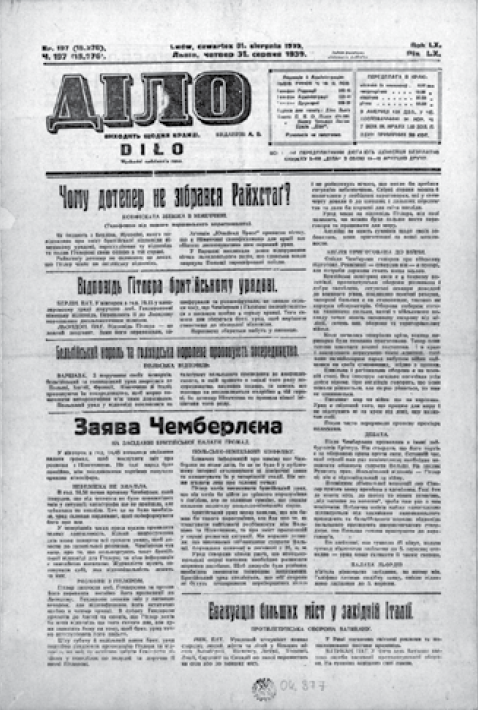
Первая страница газеты «Дело» от 31 августа 1939 года (один из последних выпусков)

«Дело» — ведущее издание Галичины: её первый, самый старый и на протяжении многих лет единственный ежедневник (первый номер вышел 14 января 1880 года); официальный орган Украинского национально-демократического объединения (УНДО). В начале 1920-х годов из-за цензурных преследований издание часто меняло название: «Общественное мнение», «Украинская мысль», «Украинский вестник», «Общественный вестник», «Свобода».
Выходил в 1880—1939 годах. Периодичность: 1880—1882 годах — дважды в неделю, в 1883—1887 годах — трижды в неделю, с 1888 года — ежедневно.
Редакторы: Владимир Барвинский (1880—1883); спустя А. Горбачевский, И. Белей, В. Охримович, Н. Железняк и другие.
В 1881—1906 годах при «Деле» выходила «Библиотека самых известных повестей» (вышло 74 тома), в 1936—1939 годах — «Библиотека „Дела“» (48 томов).
Со времени своего появления «Дело» отстаивало идеологию народной партии, с 1886 года — общества «Народная Рада», с 1899 года — национально-демократической, позднее трудовой партии, с 1925 года — Украинского национально-демократического объединения (УНДО). Хотя газету ассоциировали с упомянутыми идеологиями, однако газета часто выступала с критикой партийного руководства.
С 23 августа 1914 «Дело» печаталось в Вене, пока украинская пресса не вернулась домой в июне 1915 года.
Редакторы: в 1914—1918 годах Василий Панейко, Федь Федорцив, в 1920-х — 1930-х годах — Дмитрий Левицкий, А. Кузьмич, В. Целевич и другие. В 1937—1939 годах редактировал газету «Дело» (возглавляли политический отдел газеты) Иван Кедрин совместно с Иваном Нимчуком и В. Кузьмович. К закрытию газеты советской властью членом редакционной коллегии работал и Анатоль Курдыдык.